# Luis Cubilla
Luis Alberto Cubilla Almeida (Paysandú, 28 maart 1940 – Asunción, 3 maart 2013) was een Uruguayaans voetballer en voetbaltrainer. Hij speelde als aanvaller voor Uruguay 38 interlands tussen 1959 en 1974 en wist daarin 11 keer een doelpunt te maken. Hij was actief tijdens het wereldkampioenschap voetbal 1962, 1970  en 1974. Als trainer groeide Cubilla uit tot een van de succesvolste coaches van Zuid-Amerika.

## Carrière
Cubilla begon zijn loopbaan in 1957 bij Peñarol en speelde daarna van 1962 tot en met 1964 bij FC Barcelona, waar hij in 1963 de Copa del Generalísimo won. In 1964 ging hij spelen voor het Argentijnse River Plate. Na vier jaar keerde hij terug naar zijn geboorteland en kwam hij uit voor Nacional. In 1975 maakte hij een uitstapje naar Chili om een jaar te spelen bij Santiago Morning. Eind 1976 sloot hij zijn succesvolle spelersloopbaan af bij Defensor Sporting Club in Montevideo. Uiteindelijk won "El Negro" als speler negen landstitels en zes internationale bekers, waaronder twee wereldbekers en drie CONMEBOL Libertadores-titels.
Nadien werd Cubilla trainer en werkte hij eveneens met veel succes bij onder andere Olimpia in Paraguay en Peñarol in Uruguay. Met Olimpia pakte hij achtmaal de landstitel en won hij twee keer de CONMEBOL Libertadores. Ook won hij de Supercopa Sudamericana en de CONMEBOL Recopa. Met Peñarol werd hij in 1981 tevens landskampioen.
Cubilla was van 1991 tot 1993 bondscoach van Uruguay. Zijn broer Pedro Cubilla was zijn assistent. Daarnaast was hij trainer in Ecuador (bij Barcelona Sporting Club) en Argentinië (bij Racing Club, Talleres, Newell's Old Boys en River Plate).
In 2013 overleed hij aan maagkanker in Asunción, de stad waar hij zo succesvol was als trainer van Olimpia. Cubilla werd 72 jaar oud.

## Erelijst
Als speler
 Peñarol
- Primera División: 1958, 1959, 1960, 1961
- CONMEBOL Libertadores: 1960, 1961
- Wereldbeker voor clubteams: 1961

 FC Barcelona
- Copa del Generalísimo: 1962/63

 Club Nacional
- Primera División: 1969, 1970, 1971, 1972
- CONMEBOL Libertadores: 1971
- Wereldbeker voor clubteams: 1971
- Copa Interamericana: 1971

 Defensor
- Primera División: 1976

Als trainer
 Club Olimpia
- Liga Paraguaya: 1979, 1982, 1988, 1989, 1990, 1995, 1997, 1998, 1999
- CONMEBOL Libertadores: 1979, 1990
- Wereldbeker voor clubteams: 1979
- Copa Interamericana: 1979
- Supercopa Sudamericana: 1990
- CONMEBOL Recopa: 1991, 2003

 Peñarol
- Primera División: 1981

 Atlético Nacional
- Categoría Primera A: 1983